# Линолевая кислота
Линолевая кислота — одноосновная карбоновая кислота с двумя изолированными двойными связями CH3(CH2)3-(CH2CH=CH)2(CH2)7COOH. Относится к омега-6-ненасыщенным жирным кислотам.

## История
Формула линолевой кислоты С17Н31COOH была установлена в 1889 г. профессором А. Н. Реформатским.

## Свойства
Линолевая кислота — светло-жёлтая маслянистая жидкость, нерастворимая в воде, но хорошо растворимая во многих органических растворителях. Tпл −11 °C, tkип 182 °C (532 н/м², или 4 мм рт. ст.), плотность 0,903 г/см³ (20 °C). В натуральных жирах линолевая кислота находится в виде геометрического цис-изомера. Она имеет неразветвлённую цепь углеродных атомов и две изолированные (не сопряжённые) двойные связи, одна из которых расположена между 9-м и 10-м, а вторая между 12-м и 13-м углеродными атомами (9,12-уноктадиеновая кислота). По положению двойной связи эта кислота относится к семейству кислот ω-6. Имея такое строение, линолевая кислота окисляется кислородом воздуха легче, чем олеиновая.

## Биохимическое значение
Линолевая кислота относится к так называемым незаменимым жирным кислотам, необходимым для нормальной жизнедеятельности; в организм человека и животных эти кислоты поступают с пищей, главным образом в виде сложных липидов — триглицеридов и фосфатидов.
Линолевая кислота относится к классу омега-6-ненасыщенных жирных кислот, поэтому организм человека способен синтезировать из неё относящуюся к этому же классу четырежды ненасыщенную арахидоновую жирную кислоту.
В клеточных мембранах человека линолевой кислоты содержится в среднем в 10 раз больше, чем омега-3-ненасыщенной α-линоленовой жирной кислоты, что доказывает критическую важность линолевой кислоты и всего класса омега-6-ненасыщенных жирных кислот для нормального функционирования клеточных и субклеточных мембран.
В виде триглицерида линолевая кислота в значительных количествах (до 40—60 %) входит в состав многих растительных масел и животных жиров, например, соевого, хлопкового, подсолнечного, кукурузного, конопляного масел, китового жира.

## Нахождение в природе
Содержание в животных жирах (%): 
- говяжий жир[англ.] (Коро́ва) 2,0—5,0
- бараний жир[англ.]* (Бара́ны) 3,0—4,0
- свиной жир (Свиньи) 3,0—8,0.

Широко распространена в растительных маслах (%):
- сафлоровое масло (Cárthamus tinctórius) 73-79
- масло виноградных косточек (Vítis) 58-78
- кедровое жирное масло (Cedrus) 72
- масло энотеры (Oenothera) 65-75
- маковое масло (Papáver) 60-65
- подсолнечное масло (Helianthus) 46-60
- масло расторопши (Sílybum mariánum) 61-62
- масло бойзеновой ягоды (Rubus ×loganobaccus) 59
- масло чёрного тмина (Nigella sativa) 56
- масло пассифлоры (Passíflora) 55-80
- конопляное масло (Cánnabis) 55
- масло зародышей пшеницы (Tríticum) 54-58
- масло ежевики (Rubus) 54
- масло малиновых косточек (Rúbus idáeus) 50-62
- соевое масло (Glycine max) 50-62
- кукурузное масло (Zéa máys) 34-62
- масло морошки (Rubus chamaemorus) 46
- масло семян смородины (Ríbes) 45-50
- масло чёрного кофе (Coffea) 45
- масло семян шиповника (Rósa) 44-48
- хлопковое масло (Gossypium) 40-55
- масло орехов кукуй (Aleurites moluccana) 40-43
- масло орехов пекан (Carya illinoinensis) 37-45
- масло черники (Vaccínium myrtíllus) 37
- масло клюквы (Oxycóccus) 35-40
- масло инка инчи (Plukenetia volubilis[англ.]) 35
- овсяное масло (Avéna) 35
- брусничное масло (Vaccínium vítis-idaéa) 35
- рисовое масло (Orýza) 32-47
- масло баобаба (Adansonia digitata) 32
- рыжиковое масло (Саmеlinа sativa) 32
- фисташковое масло (Pistácia) 31-35
- кунжутное масло (Sésamum) 30-47
- тыквенное масло (Cucurbita) 30-45
- масло бораго[англ.] (Borágo) 30-42
- масло калодендрума капского (Calodendrum capense[англ.]) 29
- абрикосовое масло (Prúnus armeniáca) 25-30
- масло орехов кешью (Anacardium occidentale) 20[3]
- горчичное масло (Sinápis) 14,5-20
- кориандровое масло (Coriándrum sátivum) 7,0-7,5
- касторовое масло (Rícinus commúnis) 2-3
- кокосовое масло (Cócos nuciféra) 1,5-2,6.